# Женска ватерполо репрезентација Италије
Женска ватерполо репрезентација Италије представља Италију у међународним такмичењима у ватерполу за жене. Од почетка деведесетих година женска ватерполо селекција Италије представља једну од водећих репрезентација у Европи, са највећим успехом оствареним 2004. када је Италија постала олимпијски шампион.

## Резултати

### Летње олимпијске игре
| Олим. игре   | Учествовање           | Пласман               | ИГ                    | П                     | Н                     | И                     | ГД                    | ГП                    | ГР |
| ------------ | --------------------- | --------------------- | --------------------- | --------------------- | --------------------- | --------------------- | --------------------- | --------------------- | -- |
| Сиднеј 2000. | Није се квалификовала | Није се квалификовала | Није се квалификовала | Није се квалификовала | Није се квалификовала | Није се квалификовала | Није се квалификовала | Није се квалификовала |    |
| Атина 2004.  | Финале                | Победник              |                       |                       |                       |                       |                       |                       |    |
| Пекинг 2008. |                       | 6. место              |                       |                       |                       |                       |                       |                       |    |
| Лондон 2012. |                       | 7. место              |                       |                       |                       |                       |                       |                       |    |
| Рио 2016.    | Финале                | 2. место              |                       |                       |                       |                       |                       |                       |    |
| Токио 2020.  | Није се квалификовала | Није се квалификовала | Није се квалификовала | Није се квалификовала | Није се квалификовала | Није се квалификовала | Није се квалификовала | Није се квалификовала |    |
| Париз 2024.  | Четвртфинале          | 6. место              | 7                     | 2                     | 0                     | 5                     | 64                    | 71                    | -7 |
| Укупно       | 5 учешћа              | (1-1-0)               | '                     | '                     | '                     | '                     | '                     | '                     | '  |

### Олимпијски турнир
- 1996. –  3. место

### Светско првенство
- 1986. – Није учествовала
- 1991. – Није учествовала
- 1994. –  3. место
- 1998. –  Шампион
- 2001. –  Шампион
- 2003. –  2. место
- 2005. – 7. место
- 2007. – 5. место
- 2009. – 5. место
- 2011. – 4. место
- 2013. – 10. место
- 2015. –  3. место

### Европско првенство
- 1985. – Није учествовала
- 1987. – Није учествовала
- 1989. – 4. место
- 1991. –  3. место
- 1993. – 4. место
- 1995. –  Шампион
- 1997. –  Шампион
- 1999. –  Шампион
- 2001. –  2. место
- 2003. –  Шампион
- 2006. –  2. место
- 2008. –  4. место
- 2010. –  4. место
- 2012. –  Шампион
- 2014. –  4. место
- 2016. –  3. место
- 2018. –  6. место
- 2020. –  5. место
- 2022. –  3. место
- 2024. – 4. место

### Светска лига
- 2004. –  3. место
- 2005. – 8. место
- 2006. –  2. место
- 2007. – Није учествовала
- 2008. – Квалификациони турнир
- 2009. – 8. место
- 2010. – Квалификациони турнир
- 2011. –  2. место
- 2012. – 8. место
- 2013. – 6. место
- 2014. –  2. место
- 2015. – 7. место
- 2016. – 5. место

### Светски куп
- 1979. – Није учествовала
- 1980. – Није учествовала
- 1981. – Није учествовала
- 1983. – Није учествовала
- 1984. – Није учествовала
- 1988. – Није учествовала
- 1989. – 8. место
- 1991. – 5. место
- 1993. –  2. место
- 1995. – 5. место
- 1997. – 4. место
- 1999. –  3. место
- 2002. – 5. место
- 2006. –  2. место
- 2010. – Није се квалификовала
- 2014. – Није се квалификовала